# Schweizer Eishockeymeisterschaft 1917/18
Die Saison 1917/18 war die achte reguläre Austragung der Schweizer Eishockeymeisterschaft. Meister wurde der HC Bern.

## Hauptrunde

### Serie Ost
Der HC Bern qualifizierte sich für das Meisterschaftsfinale.

### Serie West
| Pl. | Team               |
| --- | ------------------ |
| 1.  | HC Rosey Gstaad    |
| 2.  | HC Bellerive Vevey |
| 3.  | Genève-Servette HC |
| 4.  | HC Genève          |

## Final
- HC Bern – HC Rosey Gstaad 1:0